# Artiom Anisimow
Artiom Aleksiejewicz Anisimow, ros. Артём Алексеевич Анисимов (ur. 24 maja 1988 w Jarosławiu) – rosyjski hokeista, reprezentant Rosji, olimpijczyk.

## Kariera
- Łokomotiw 2 Jarosław (2004-2006)
- Łokomotiw Jarosław (2005-2006)
- Hartford Wolf Pack (2007-2009)
- New York Rangers (2009-2012)
- Columbus Blue Jackets (2012-2015)
  -  Łokomotiw Jarosław (2012–2013)
- Chicago Blackhawks (2015-2019)
- Ottawa Senators (2019-2021)
- Colorado Avalanche (2021)
- Łokomotiw Jarosław (2021-2022)
- Lehigh Valley Phantoms (2022-2023)
- Hartford Wolf Pack (2024-)

Wychowanek Łokomotiwu Jarosław. W latach 2009–2012 zawodnik New York Rangers. Od lipca 2012 zawodnik Columbus Blue Jackets. Trafił tam w ramach wymiany zawodników (wraz z nim do Columbus zostali przekazani jeszcze Brandon Dubinsky i Tim Erixon, a do Nowego Jorku Rick Nash i Steven Delisle. Od września 2012 roku na okres lokautu w sezonie NHL (2012/2013) związany kontraktem z macierzystym klubem Łokomotiwem Jarosław. Następnie powrócił do USA i rozegrał skrócony sezon NHL. W czerwcu 2013 przedłużył kontrakt z Columbus o trzy lata. Od lipca 2015 zawodnik Chicago Blackhawks. Podpisał tam wtedy pięcioletni kontrakt. W lipcu 2019 przeszedł do Ottawa Senators. We wrześniu 2021 został zaangażowany przez Colorado Avalanche. W październiku 2021 ogłoszono jego powrót do Łokomotiwu. W grudniu 2022 został zaangażowany przez Lehigh Valley Phantoms w AHL. Od początku stycznia 2024 zawodnik Hartford Wolf Pack.
Uczestniczył w turniejach mistrzostw świata 2010, 2013, 2014, 2015, 2018, 2019, zimowych igrzysk olimpijskich 2014, Pucharu Świata 2016. Został zgłoszony w oficjalnym składzie Rosyjskiego Komitetu Olimpijskiego na turniej zimowych igrzysk olimpijskich 2022, ale ostatecznie został z niego wycofany i nie wystąpił.

## Sukcesy
Reprezentacyjne
- Srebrny medal mistrzostw świata juniorów do lat 20: 2007
- Brązowy medal mistrzostw świata juniorów do lat 20: 2008
- Srebrny medal mistrzostw świata: 2010, 2015
- Złoty medal mistrzostw świata: 2014
- Brązowy medal mistrzostw świata: 2019

Indywidualne
- AHL All-Star Game: 2009
- KHL (2012/2013):
  - Najlepszy napastnik miesiąca - listopad 2012
  - Mecz Gwiazd KHL[15]

Wyróżnienie
- Zasłużony Mistrz Sportu Rosji w hokeju na lodzie (2014)

Odznaczenie
- Order Honoru (2014)[16]